# Manurhin MR 88

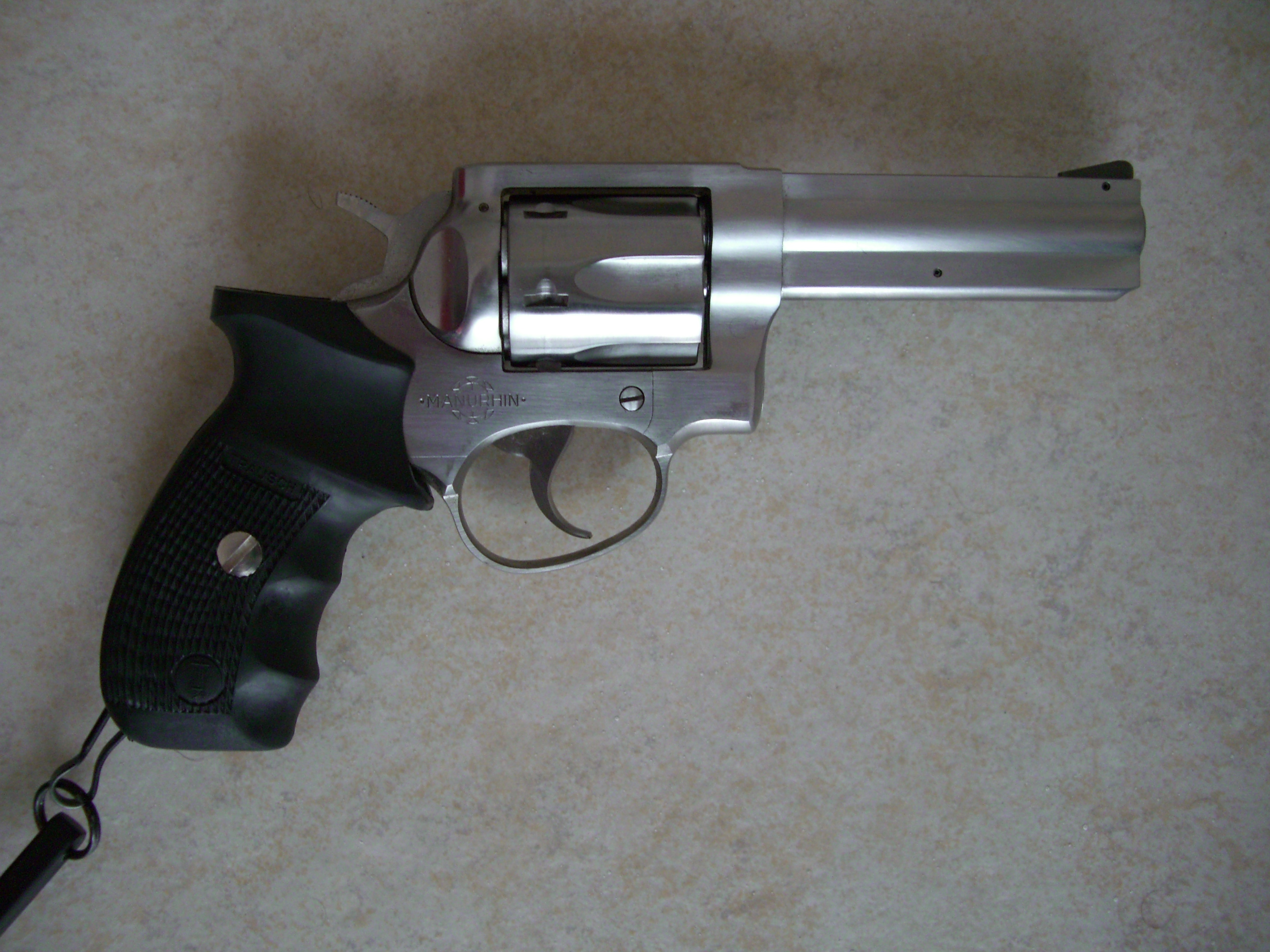
Un Manurhin MR 88 en .357 Magnum utilisé à l'Office national des forêts en 2009.

Le Manurhin MR 88 est un modèle de révolver issu du RMR, destiné à remplacer le MR 73 jugé trop cher par la police nationale française, mis en fabrication comme Manurhin F1/X1 Spécial Police en service dans la Police de 1981 à 2003 puis remplacé par le Sig-Sauer SP 2022.

## Description
En 1988, le Spécial Police fut décliné en version civile pour la défense personnelle et le tir sportif sous la forme du Manurhin MR 88. Il est proposé en Modèles 88 D/DX à canons courts ou standards et visée fixe ou 88 S/SX à canon moyens ou longs à hausse réglable. Ces revolvers furent produits d'abord par la firme Manurhin entre 1989 et 1997. 
La version "Police municipale" fut proposée aux agents de ces polices communales, qui de 2000 à 2017, étaient limitées à des revolvers chambrés en .38 Special ou à des pistolets semi-automatiques en calibre 7,65mm. 
Depuis 2015, les revolvers en calibre .357 Magnum sont autorisés pour l'armement des polices municipales, mais avec l'emploi exclusif de cartouches .38 Special. 

## Données techniques MR 88 D/DX
- Mécanisme : double action.
- Visée : fixe
- Calibre : .357 Magnum.
- Longueur : 20,7 cm à 23,1 cm selon la longueur du canon.
- Longueur du canon : de 7,5 cm à 10,2 cm (3 à 4 pouces).
- Poids non chargé : 0,94 kg à 1,005 kg selon la longueur du canon.
- Capacité : 6 coups.
- Matériaux : acier au carbone pour les 88D/acier inox pour les 88DX

## Données techniques MR 88 S/SX
- Mécanisme, calibre et matériaux : voir MR 88 D/DX.
- Calibre : .357 Magnum.
- Longueur : 23,1 à 28,2 selon la longueur du canon.
- Longueur du canon : de 10,4 à 15 cm (4 à 6 pouces).
- Poids non chargé : de 1,010 à 1,128 kg selon la longueur du canon.
- Capacité : 6 coups.

## Données techniques MR 88 « Police municipale »
- Mécanisme : double action.
- Visée : fixe
- Calibre : .38 Special.
- Longueur : 20,7 cm à 23,1 cm selon la longueur du canon.
- Longueur du canon : de 7,4 cm à 10,2 cm (3 à 4 pouces).
- Poids non chargé : 0,95 kg à 1,01 kg selon la longueur du canon.
- Capacité : 6 coups.
- Matériaux : acier inox

## Diffusion
Le Manurhin 88 est utilisé par certaines polices municipales en version .38 Special, mais également en version .357 Magnum (depuis 2015). Dans ce dernier cas, les cartouches autorisées sont en .38 Special uniquement.
Les agents de l'ONF sont armés du Manurhin 88, tout comme leurs collègues de l'ONEMA (aujourd'hui l'OFB).
Des sociétés de transport de fonds équipèrent également leurs personnels de Manurhin 88.
Le RAID a également été équipé du Manurhin 88, revolver plus rustique que le Manurhin 73, qui restait l'arme de poing de prédilection du groupe, à l'image du GIGN. En acier inoxydable et de conception robuste, le Manurhin 88 peut en effet être utilisé dans des conditions extrêmes: milieu maritime, lacustre, désertique ou tropical.

## Sources francophones
- Page officielle des Manurhin sur le site de Chapuis Armes
- P Caiti, Pistolets et revolvers du monde entier, De Vecchi, 1994
- J. Huon, Encyclopédie de l'Armement mondial, chapitre « France », tome 3, Grancher 2012.
- J. Huon, Les armes des polices françaises, T.1. Chaumont: Crépin-Leblond, 2014.
- D. Casanova,  Revolvers & pistolets automatiques français . Antony: E-T-A-I, Septembre 2015.
- Essais parus dans les magazines Action Guns (n°238 de décembre 2000) et Cibles (n°563 de février 2017).